# Carole Mbessa Elongo
 (mai 2025).
Carole Mbessa Elongo est une femme d'affaires camerounaise.

## Biographie

### Carrière
Depuis 2024, elle dirige Business Facilities Corporation Group.
En 2025, elle est récompensée au Forum Économique Mondial en recevant l’un des prix de l’Excellence entrepreneurial.